# Ossago Lodigiano
Ossago Lodigiano là một đô thị ở tỉnh Lodi trong vùng Lombardia của Italia, cách khoảng 35 km về phía đông nam của Milano và khoảng 8 km về phía đông nam của Lodi. Tại thời điểm 31 tháng 12 năm 2004, đô thị này có dân số 1.296 người và diện tích là 11,7 km².
Ossago Lodigiano giáp các đô thị: Cavenago d'Adda, San Martino in Strada, Massalengo, Mairago, Villanova del Sillaro, Brembio, Borghetto Lodigiano.